# Dina (sistema CGS)
La dina és la unitat de mesura de força en el sistema CGS. El seu símbol és "dyn".
Es defineix com la força que aplicada a una massa d'un gram li comunica una acceleració d'un centímetre per segon o gal, anomenat també Galileu.
1 dyn = 1 g cm s-2 = 10−5 kg m s-2
1 N = 10⁵ dyn